# Театр Тагиева
«Театр Г. З. А. Тагиева» (азерб. Tağıyevin teatrı) — первый театр в городе Баку. Построен в 1883 году на средства промышленника и мецената Гаджи Зейналабдина Тагиева. На сцене этого театра ставились как национальные пьесы и оперы, так и произведения мировых классиков. Именно в театре Тагиева в январе 1908 года состоялась премьера первой азербайджанской национальной оперы «Лейли и Меджнун» Узеира Гаджибекова.
Здание театра несколько раз горело и заново перестраивалось. С конца 30-х в здании театра располагался Азербайджанский государственный драматический театра им. М. Азизбекова, а с 1960 года — Театр музкомедии им. Шихали Курбанова. Здание театра было снесено в 1992 году, а на его месте позднее было построено здание Азербайджанского государственного музыкального театра.

## История

### Постройка и открытие
В 1882 году Г. З. Тагиев представил на утверждение Бакинской городской управы проект театрального здания для постройки на собственном участке, который находился в центре Баку. Здание театра было построено в 1883 году. Так в Баку впервые появилось театральное здание. До 1911 года театр Тагиева был единственным театральным помещением города. Архитектором здания театра был Хрисанф Васильев, по проекту которого в Баку было возведено также здание пассажирского вокзала.
В газете «Каспий» сообщалось, что 20 ноября последует открытие вновь выстроенного здания театра. Позднее 25 ноября газета аннонсировала, что комиссия, осматривавшая здание театра, нашла его пригодным и что первый спектакль в нём состоится 27 ноября. Наконец, 27 ноября 1883 года состоялось открытие театра Г. З. Тагиева. Зрительный зал был полон. На сцене театра была показана драма Н. А. Потёмкина «Нищие духом» и «Разгул цыган». Газета «Каспий» отмечала:
Всё было разыграно удачно, аплодисменты не смолкали и дважды на сцену был вызван антрепренёр театра Г. Гончаров.

### История театра в конце XIX — начале XX вв.
10 августа 1890 года в театре Тагиева состоялся любительский спектакль в пользу бедных учеников Бакинского реального училища. С успехом были поставлены комедия-шутка в 4-ёх действиях Д. А. Мансфельда «На паях» и одноактный воде-виль П. А. Каратыгина «Вицмундер». Несмотря на то, что стояла сильная духота, зрительный зал был почти полон, сбор же составил 300 рублей. Само помещение театра было предоставлено любителям бесплатно.
20 апреля 1898 года в театре Тагиева труппой любителей была показана пьеса Искендер-бека Меликова «Зло за добро». 7 декабря этого же года в пользу бедных учеников бакинского реального училища были поставлены пьеса Наджаф-бека Везирова «Из под дождя да под ливень» и его водевиль «Домашнее воспитание».
8 декабря 1899 года в театре произошёл пожар. В конце 1899 года завершился ремонт здания театра после пожара. Реконструкция здания была произведена на основе проекта гражданского инженера Павла Когновицкого, утверждённого в отделе строительства Бакинского губернаторства. В 1900 году было отреставрировано помещение театра Тагиева. До этого пожара в здании театра была размещена также канцелярия Г. З. Тагиева, которая после реконструкции была переведена в другое здание.
В 1900 году Нариман Нариманов в своей книге «Пятидесятилетие Гаджи Зейналабдина Тагиева и его заслуги перед народом» писал:
Деятельность этого уважаемого человека ведёт людей к свету истины! Поразительно то, что хотя, наверное, и найдутся в Бадкубе люди богаче и образованней Тагиева, первое театральное здание здесь построил именно уважаемый Гаджи. Любознательные молодые люди Бадкубе несколько раз в год получают возможность смотреть в этом театре комедии на тюркском языке. И хотя арендная плата составляет сто рублей за вечер, уважаемый Гаджи зачастую не только не берёт её, да ещё и дополнительно делает взносы в благотворительных целях. В 1900 г. им было пожертвовано около ста тысяч на реконструкцию театра, театра хоть и небольшого, но необычайно красивого.
12 (25) января 1908 года в театре Тагиева состоялась премьера первой азербайджанской национальной оперы «Лейли и Меджнун» Узеира Гаджибекова.

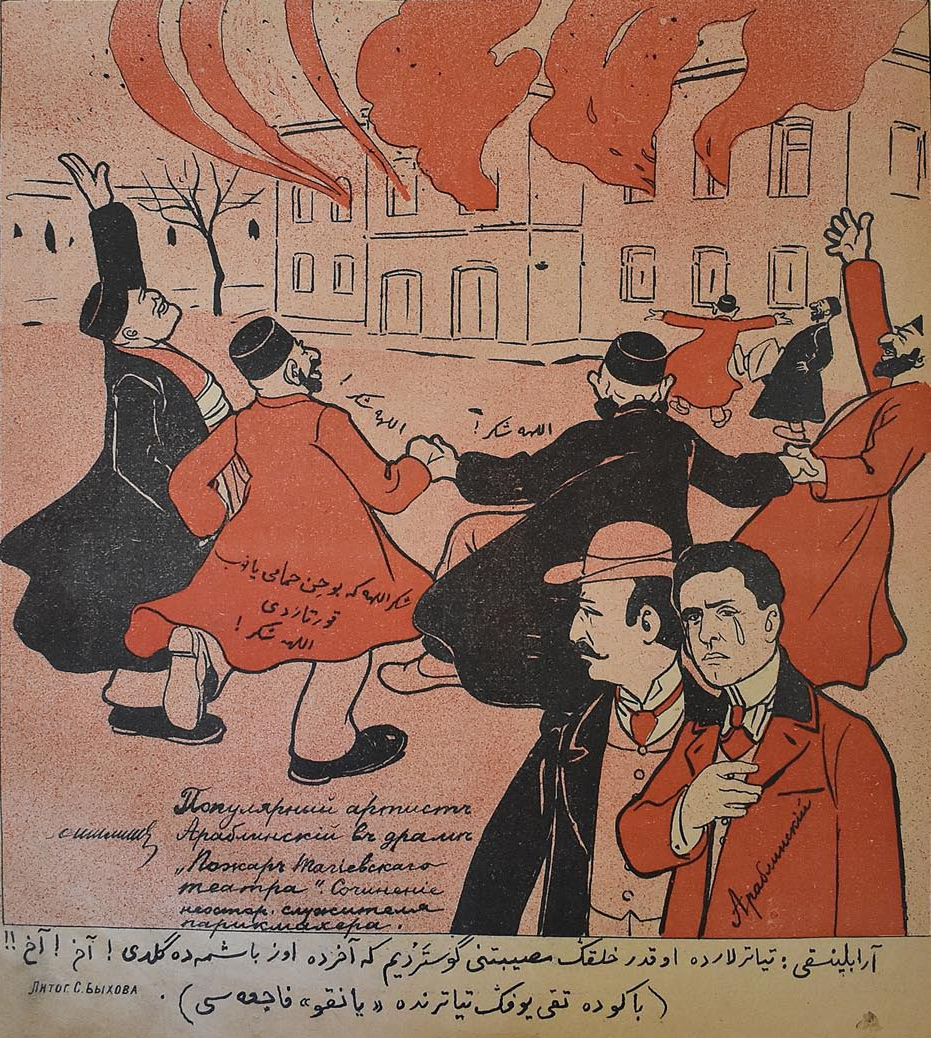
Карикатура на пожар в театре Тагиева в журнале «Молла Насреддин» от 1 марта 1909 года

В начале 1909 года здание театра Тагиева сгорело в результате очередного пожара, что усугубило состояние азербайджанской труппы. Так, 21 февраля 1909 года загорелась расположенная в театре парикмахерская. Вскоре огонь перекинулся на все помещения театра. В театре не было телефона и прибывшую через 7 минут пожарную команду вызвали из соседнего дома. В тушении пожара принимало участие также пароходное общество Кавказ и Меркурий.
Это был самый большой пожар за всю историю театра. Он был изображён в журнале «Молла Насреддин» от 1 марта 1909 года. На карикатуре фанатики и богослужители радостно танцуют, взявшись за руки. Актёр и режиссёр театра Гусейн Араблинский же в слезах говорит стоящему рядом другу-актёру: «Я столько раз изображал на сцене народное горе, в конце концов оно свалилось и на мою голову!».
В июне 1909 года владелец театра Гаджи Зейналабдин Тагиев заявил, что будет отстраивать театр заново на том же месте. Уже в следующем месяце он предложил проект, который подразумевал уже не двухэтажный зрительный зал, а трёхэтажный, так как посещаемость театра возросла. По рещению Тагиева, в новом помещении театра должно быдо быть на 600 мест больше. 1 октября 1910 года театр снова был открыт для зрителей пьесой Льва Толстого «Плоды просвещения».
Тагиев впоследствии отдал театр в аренду своему племяннику Мамед Багиру Тагиеву. Тот, в свою очередь, отдавал его в аренду той или иной антрепризе сроком на один — два и более сезонов, предоставляя театр с полным обслуживающим техническим персоналом.
13 мая 1916 года в театре Г. 3. Тагиева состоялась премьера оперы Зульфугара Гаджибекова «Ашиг Гариб».
1 февраля 1918 года здание театра снова сгорело в результате пожара. В театре сгорели все деревянные детали. Сохранились лишь каменный и железобетонный каркас.

Афиши постановок
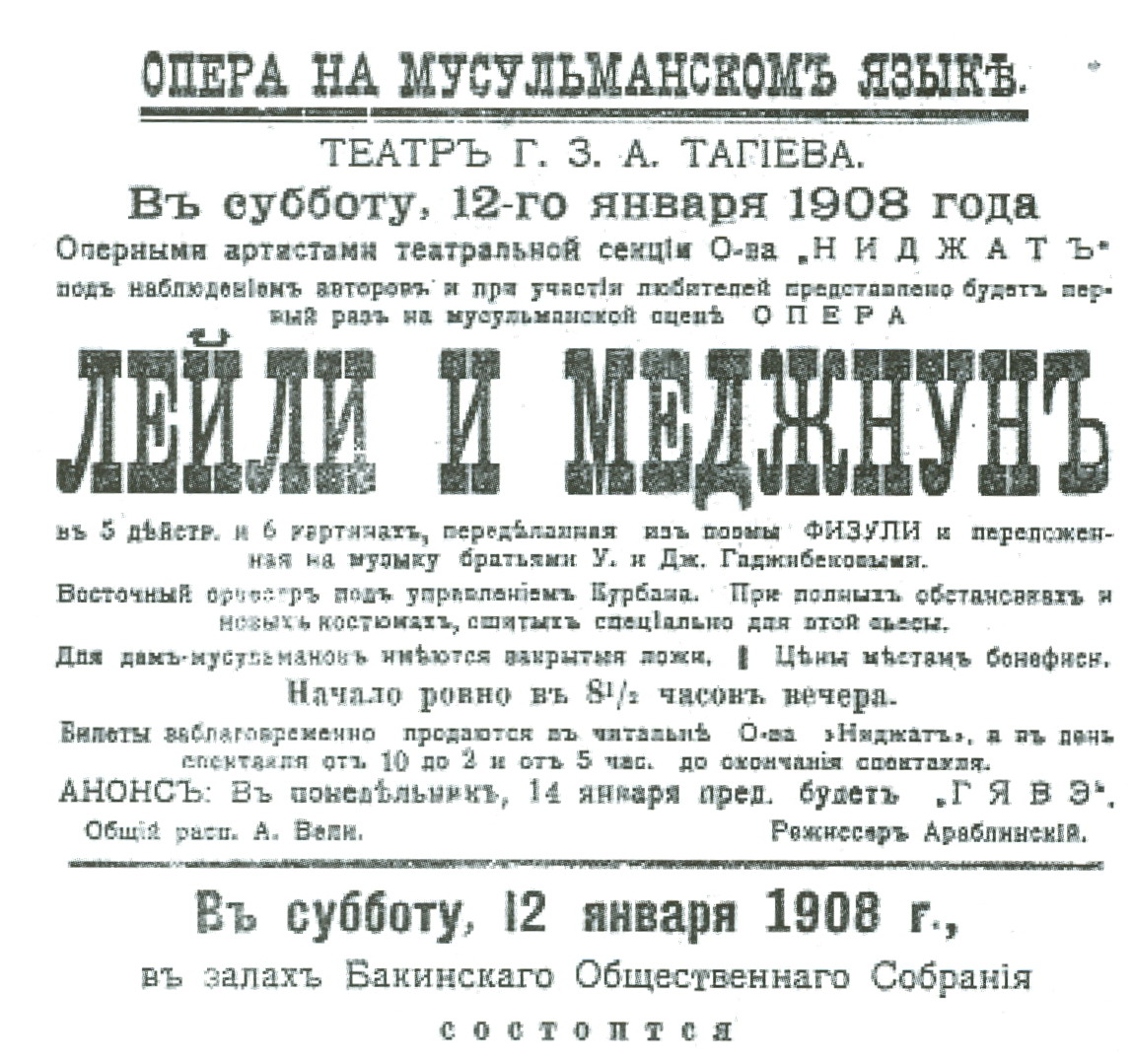
Опера «Лейли и Меджнун» У. Гаджибекова. 12 (25) января 1908 года
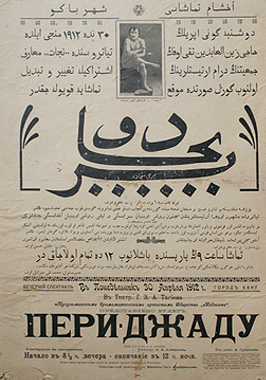
Пьеса «Пери Джаду» А. Ахвердова. 30 апреля (13 мая) 1912 года
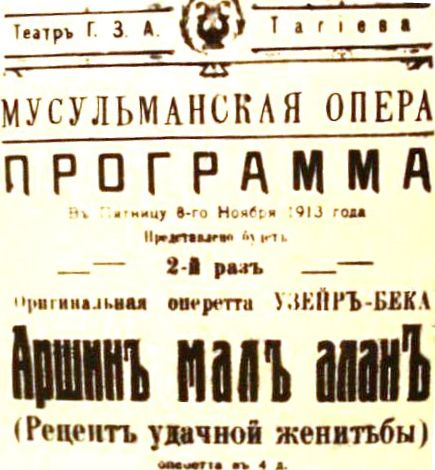
Оперетта «Аршин мал алан» У. Гаджибекова. 8 (21) ноября 1912 года
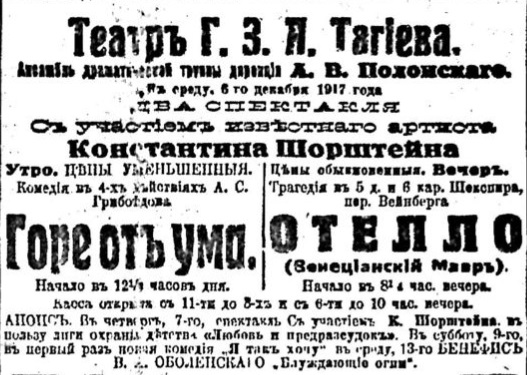
Пьесы «Отелло» У. Шекспира и «Горе от ума» А. Грибоедова. 6 (19) декабря 1917 года

### История театра после 1920 года
В марте 1921 года было принято решение о восстановлении сгоревшего в 1918 году здания бывшего театра Тагиева. К этому времени от театра сохранились лишь фасады. В 1922 году здание театра было отремонтировано.
В 20-х годах в здании театра размещался Тюркский государственный театр им. Буният-Заде, в начале 30-х — Тюркский художественный театр им. Буният-Заде. С конца 30-х в здании театра располагался Азербайджанский государственный драматический театр им. М. Азизбекова, а с 1960 года, когда для государственного драматического театра было построено новое здание, — Театр музкомедии им. Шихали Курбанова.
К концу 80-х годов здание театра пришло в аварийное состояния и стало разрушаться. В связи с этим власти города приняли решение снести здание. В 1992 году здание было снесено. К 1996 году на этом месте было построено здание Азербайджанского государственного музыкального театра.

## Роль театра Тагиева в развитии театрального искусства

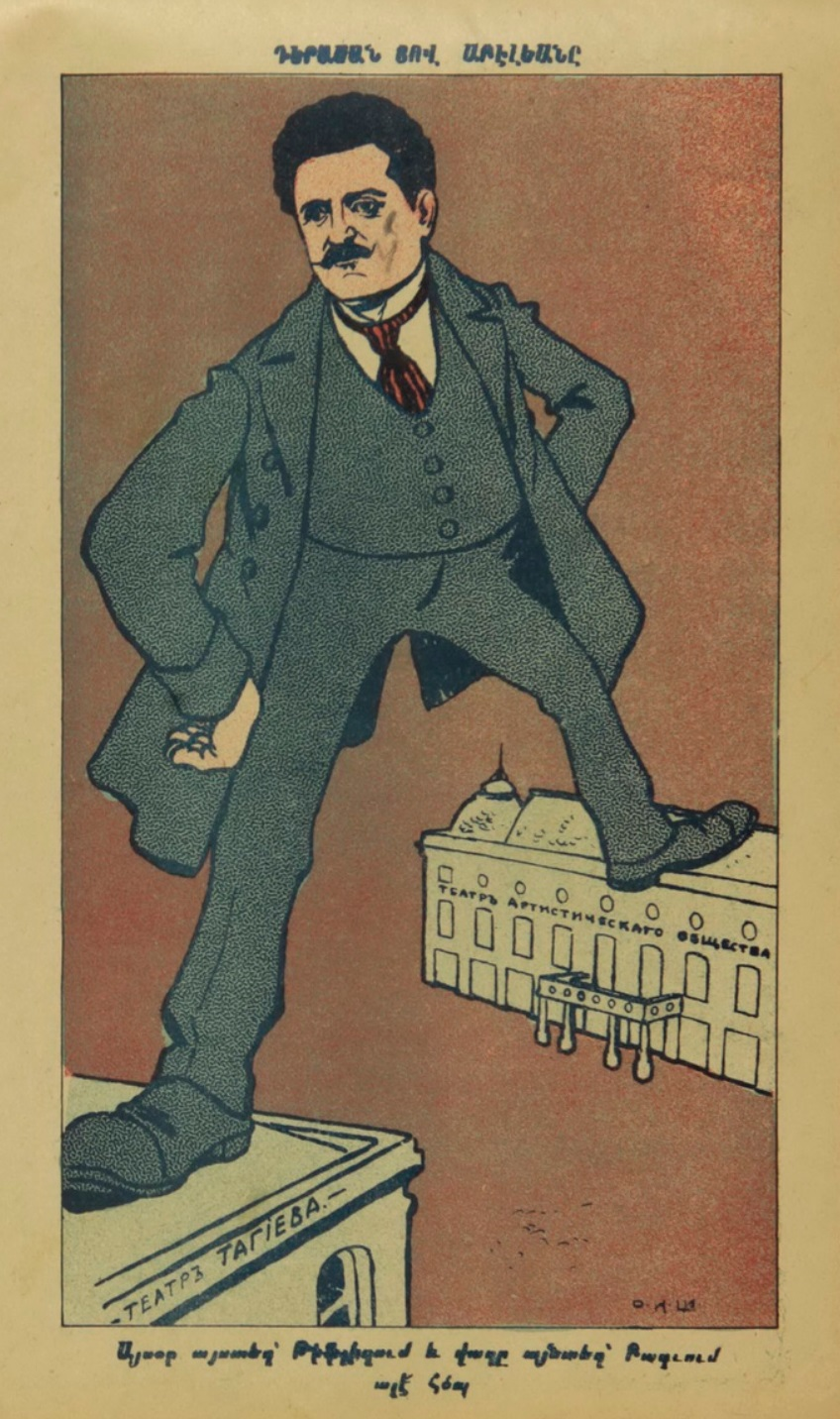
«Актер Ованес Абелян то в Тифлисе, то в Баку» из «Хатабала» (8 декабря 1907 года, № 78)

Театр Тагиева сыграл большую роль в развитии азербайджанского театра. В годы, когда Тагиев взялся за развитие театрального дела, на территории Азербайджана не было ни театральной школы, ни кадров профессиональных артистов. Первый спектакль на азербайджанском языке был показан всего за десять лет до постройки в Баку театра Тагиева. Так, 10 (23) марта 1873 года на сцене Бакинского общественного собрания учащиеся реального училища сыграли спектакль по пьесе М. Ф. Ахундова «Визирь Ленкоранского ханства».
В помещении театра Тагиева часто проходили гастроли русского театра. Старые азербайджанские артисты рассказывали, что Тагиев советовал им перенимать опыт русских актёров. Как сообщает газета «Каспий» от 5 декабря 1884 года, Тагиев помогал любительской труппе азербайджанских артистов, сдавал им бесплатно помещение театра и не брал денег за освещение. Тагиев даже находил время для того, чтобы собирать артистов-любителей, тратил недели на постановку спектаклей. А доход театра от сбора со спектаклей получали сами артисты.
Театр Тагиева способствовал также развитию армянского театрального общества в Баку. Например, часть дохода от одного из спектаклей, поставленного в театре, Тагиев отдал на покрытие дефицита кассы армянского общества. Режиссёр армянской труппы Ованес Абелян так выразил большие заслуги Тагиева в развитии армянского театра:
Мы служили армянской сцене, сознавали Ваши неоспоримые заслуги. Да здравствует первый основатель театра Гаджи Зейналабдин Тагиев.